# Анфо
Анфо (итал. Anfo) је насеље у Италији у округу Бреша, региону Ломбардија.
Према процени из 2011. у насељу је живело 390 становника. Насеље се налази на надморској висини од 381 м.

## Становништво
Према резултатима пописа становништва 2011. у општини је живело 472 становника.
| 1931. | 1936. | 1951. | 1961. | 1971. | 1981. | 1991. | 2001. | 2011. |
| ----- | ----- | ----- | ----- | ----- | ----- | ----- | ----- | ----- |
| 674   | 670   | 632   | 582   | 539   | 480   | 429   | 434   | 472   |